# William Stokoe

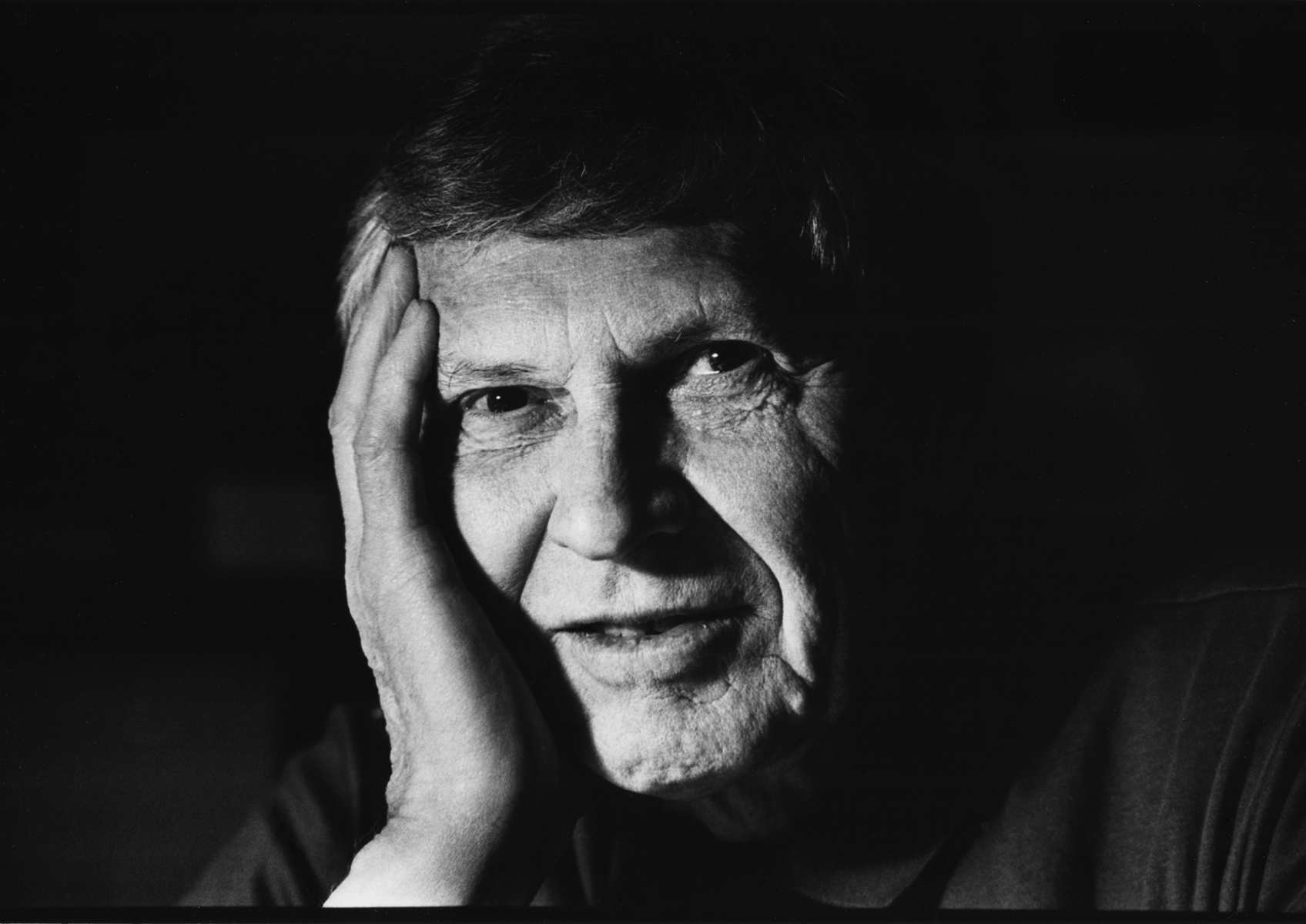
William Stokoe

Dr. William C. Stokoe, Jr. (1919 - 2000) foi um estudioso, que pesquisou extensivamente a American Sign Language ou ASL (Língua de Sinais Americana (português brasileiro) ou Língua Gestual Americana (português europeu))  enquanto trabalhava na Universidade Gallaudet.
De 1955 a 1970 trabalhou como professor e chefe do departamento de inglês, na Universidade Gallaudet. Publicou Estrutura da Língua de Sinais e foi co-autor de Um Dicionário de Língua de Sinais Americana sobre Princípios Linguísticos (1965).
Através da publicação de sua obra, ele foi fundamental na mudança da percepção da ASL de uma versão simplificada ou incompleta do inglês para o de uma complexa e próspera língua natural, com uma sintaxe e gramática independentes, funcionais e poderosas como qualquer língua falada no mundo. Ele levantou o prestígio da ASL nos círculos académicos e pedagógicos.

## Criando o sistema escrito para a Língua de Sinais Americana
Stokoe inventou uma escrita para a língua de sinais (agora chamada notação Stokoe), já que a ASL não tinha escrita, no momento. Diferentemente da escrita gestualizada, que foi desenvolvida mais tarde, não é pictográfica, mas baseada no alfabeto latino.